# Lieselore Cyrus
Lieselore Cyrus (geborene Lienig; * 1. Dezember 1951 in Wattenscheid) ist eine deutsche Diplomatin. Sie war von 2010 bis 2014 Botschafterin in Addis Abeba (Äthiopien) und bis 2015 Botschafterin in Budapest (Ungarn).

## Leben
Nach dem Abitur (1970) studierte Cyrus Psychologie in Bochum (1970–1973) und Saarbrücken (1973–1977) und schloss ihr Studium 1977 mit dem Diplom ab. Von 1977 bis 1981 war sie Wissenschaftliche Mitarbeiterin der Forschungsstelle für Entwicklungsplanung an der Universität des Saarlandes. 
Im Jahr 1981 trat Cyrus in den Auswärtigen Dienst ein. Nach dem zweijährigen Vorbereitungsdienst folgte 1983 ihre erste Auslandsverwendung als Referentin für Presse und Kultur am deutschen Generalkonsulat in Istanbul. Anschließend wurde sie von 1986 bis 1989 als Referentin für Politische Angelegenheiten an die deutsche Botschaft in Paris entsandt. Von 1989 bis 1992 war Cyrus dann als Referentin für Europäische Sicherheits- und Verteidigungspolitik im Auswärtigen Amt in Bonn tätig. 1992 wurde sie zur Generalkonsulin in Alexandria ernannt und hatte dieses Amt bis 1995 inne. Ab 1995 war sie wieder im Auswärtigen Amt in Bonn und Berlin tätig, zunächst als stellvertretende Leiterin des Haushaltsreferats (1995–1999), dann als Leiterin des OSZE-Referats (1999–2002) und Beauftragte für Stabilitätspolitik Südosteuropa (2002–2004). 2004 wurde sie zur stellvertretenden Leiterin der Zentralabteilung ernannt und 2006 zu deren Leiterin.  
Von 2010 bis 2014 war sie als Nachfolgerin von Claas Dieter Knoop Botschafterin der Bundesrepublik Deutschland in Addis Abeba.
Bis 2015 war sie als Nachfolgerin von Matei Hoffmann Botschafterin der Bundesrepublik Deutschland in Budapest.
Cyrus ist verheiratet und hat zwei Kinder.

## Publikationen
- Das Gipfeltreffen EU-Westliche Balkanstaaten in Thessaloniki. In: Südosteuropa-Mitteilungen. Südosteuropa-Ges., München, 43 (2003) 4–5, ISSN 0340-174X, S. 6–13.
- Die deutschen Interessen an einer festen Verankerung der Türkei in den Strukturen des geeinten Europas. In: Südosteuropa-Mitteilungen. Südosteuropa-Ges., München, 44 (2004) 1, ISSN 0340-174X, S. 6–15.